# ネギ属

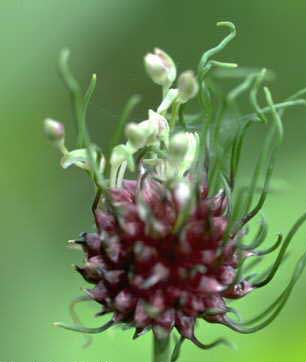
A. vineale

ネギ属（ネギぞく、学名：Allium ）は、ネギ亜科に分類される属である。学名からアリウム属、アリウムとも呼ばれる。ラテン語のalliumはニンニクの意味で、臭いの程度に差はあるものの全体に強い「ネギ臭さ」を特徴とする。ネギやタマネギのような野菜、ニンニクのような香辛料が多数あり、人類にとって馴染みが深い。多くは多年生の球根植物である。本属に属する植物には、栽培種のみならず山野草として野に自生する物も食用や薬用になる有用植物が多い。一方で同科別属の植物や別科の植物に外形などが非常によく似た毒草も多く、しばしばそれらと取り違えての誤食による中毒事例が発生しており死亡事故に至ったケースも少なくないので注意を要する。またネギ類は人間が摂取しても問題は無いが犬や猫などの動物が摂取すると俗にいうタマネギ中毒を起こすこともあるので動物を飼っている環境の場合には気を付けた方が良い。

## 分布
北半球の温暖な地域に分布するが、南米（チリのA. juncifolium、ブラジルのA. sellovianumなど）や熱帯アフリカに自生する (A. spathaceum) 例外もある。

## 形態
多年草。花期は通常、初夏から秋である。
草丈は5cmから150cmにおよぶものまで、さまざまである。葉が細長く花が葉のない花茎の先端に散形花序をなし、傘状もしくは球状に密集する。線形、中空の円柱形、ひも形などがある。花は散形花序であるが、多数の花が密集してできる「ネギ坊主」と呼ばれる1つの花序が1輪の花のようになっているものが多い。花弁と雄蘂は6つある。鱗茎（球根）の大きさも種類によって異なり、直径2mmから3mmの大変小さなものから直径8cmから10cmになるものまである。ネギ (A. fistulosum) のように、鱗茎を形成しない種類もある。

## 繁殖・栽培
球根性のネギ属の多くは種子で増えるほか、古い球根の周りに小さな球根をつけるか側枝を延ばして子株を作る。中には花序に直接小さな鱗片（珠芽＝むかご、英語ではbulb＝球根に対してbulblis＝小さな球根）をつけて発芽するものもある。ノビルや、ピクルスに使われるツリーオニオン (A. cepa var. proliferum) がこれにあたり、花序が重みで倒れるなどして球根がばらまかれ、増殖する。
ほとんどが耐寒性で、東京や大阪の付近なら露地で栽培できる。
ヨトウガ (M. brassicae) をはじめとするヤガ科 (Noctuidae) の幼虫による食害が知られている。

## 分類
約800種を含み、ネギ亜科のみならずヒガンバナ科における最大の属である。全北区を中心に自生する。
- タマネギ A. cepa L.
- ネギ A. fistulosum L.
  - ワケギ var. caespitosum Makino
- リーキ A. porrum L.
- ニンニク A. sativum L.
- ラッキョウ A. chinense G.Don

### 日本の自生種
日本に自生しているものには以下のようなものがある。ただし、ノビルとニラは、自生状態で見られるものの、古い時代に渡来したものとの見方もある。
- ギョウジャニンニク A. victorialis L. subsp. platyphyllum Hulten
- ヒメニラ A. monanthum Maxim.
- ニラ A. tuberosum Rottl.
- カンケイニラ A. togashii Hara
- イトラッキョウ A. virgunculae F.Maek. et Kitam.
  - キイイトラッキョウ var. kiiense Murata
- ミヤマラッキョウ A. splendens Willden.
- ノビル A. macrostemon Bunge
- ヤマラッキョウ A. thunbergii G.Don
- アサツキ A. schoenoprasum L. var. foliosum Regel
  - エゾネギ var. schoenoprasum
  - ヒメエゾネギ var. yezomonticola Hara
  - シブツアサツキ var. shibutuense Kitam.
  - シロウマアサツキ var. orientale Regel
  - イズアサツキ var. idzuense (Hara), Hara

### 分類学的位置

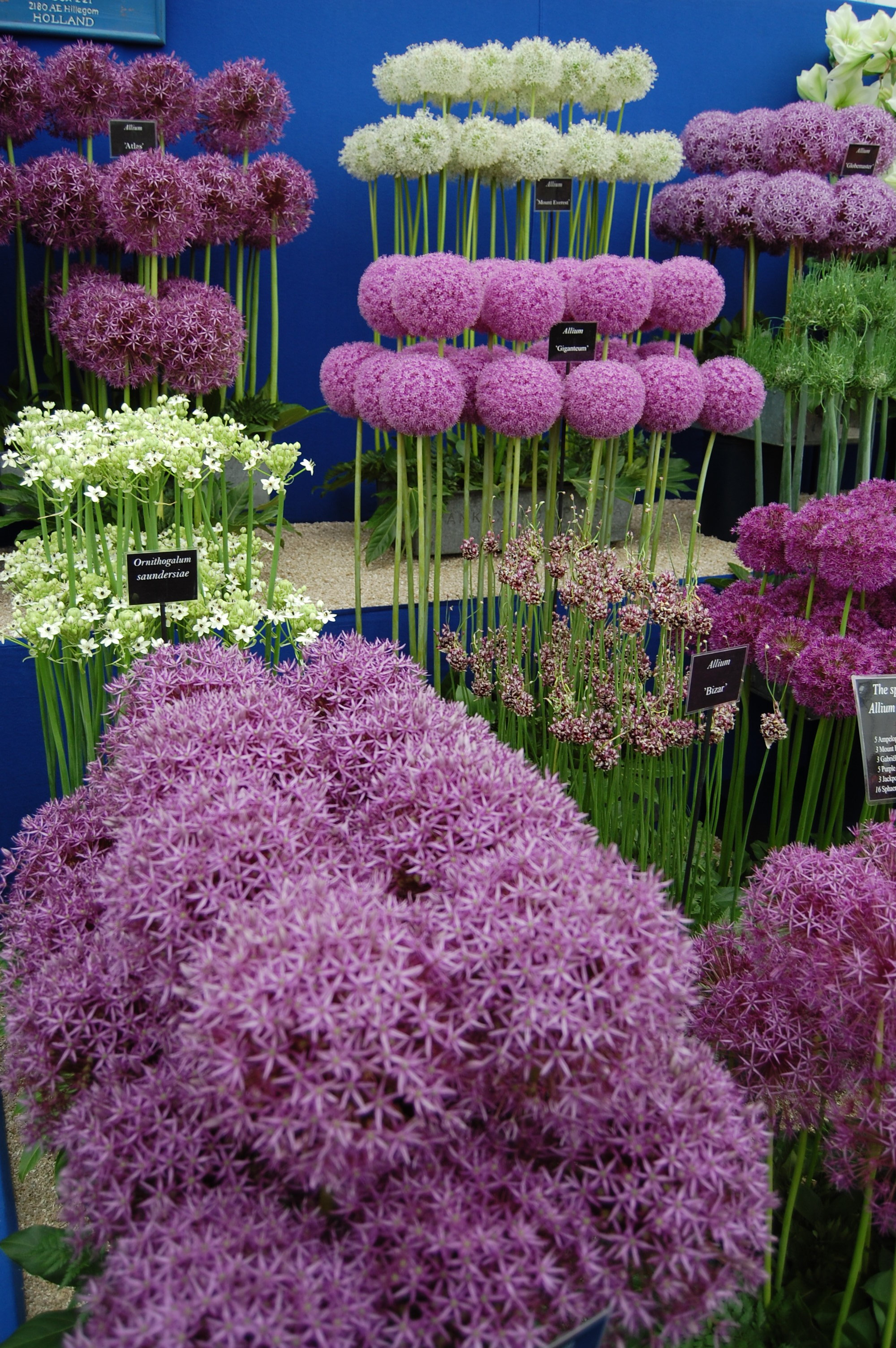

形態を基にした新エングラー体系やクロンキスト体系では、ユリ目（新エングラー体系ではLiliiflorae、クロンキスト体系ではLiliales）ユリ科に分類されていた。ただし同じく形態を基にしていても、ダールグレン体系ではキジカクシ目のネギ科として独立させていた。
一方、分子系統を基にしたAPG植物分類体系では初期の版において、単子葉植物（Monocots）の中でユリ目の次に分枝したキジカクシ目のネギ科 (Alliaceae) に位置づけられていた。APG IIIにおいては、このネギ科がヒガンバナ科の亜科として位置づけられた。

## 利用

### 食用
以下のようなものがある。

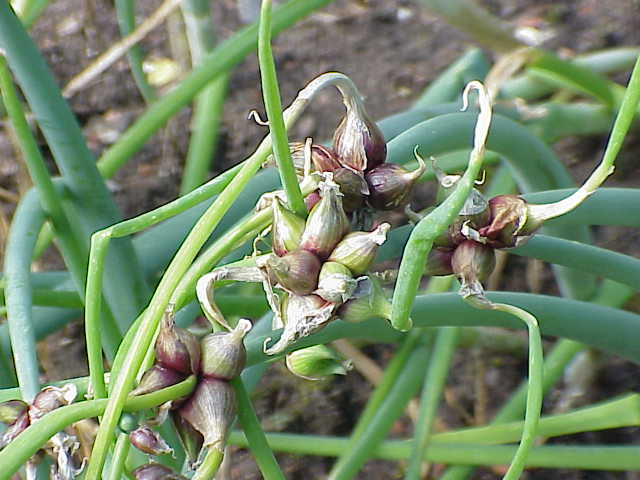
ツリーオニオン（A. fistulosum）

- 鱗茎を食用にするもの：タマネギ、エシャロット、ニンニク、ラッキョウなど
- 花序にできた鱗片を食用にするもの：ツリーオニオン、ニンニク
  - ニンニクも本来は花序に鱗片をつける種であったが、花を摘むなどして球根だけ大量栽培されている。
- 筒状の葉を食用にするもの：アサツキ、青ネギ（葉ネギ）、ワケギ、チャイブなど
- 扁平な葉を食用とするもの：ニラ
  - かつて日本で栽培されていたヤグラネギ（サンガイネギ：Allium fistulosum var. viviparum Makino）は花序に鱗片をつけて増えるが、種としてはネギの仲間である。現在ではほとんど栽培されていない。
- 肥大化した偽茎を食用にするもの：白ネギ、リーキなど
- 花茎を食用にするもの

このほか、ノビルやギョウジャニンニクは山野に自生するものを採取し、食用とする。

### 園芸
ギガンテウム (A. giganteum)、クリストフィ (A. cristophii) などの大型の品種は、立体的な花壇を設計するのに重要である。豪華な紫色の花を咲かせる交配種がいくつか作出されているが、中でもパープルセンセーション (A. hollandicum) は人気があり、英国王立園芸協会 (RHS) よりAward of Garden Meritを授与された。
ギガンテウム A. giganteum はヒマラヤ原産。「巨大な」という種名の通りの大柄な植物である。鱗茎は直径10cm以上もあり、葉は幅5cmくらいの剱状、草丈80cmくらいになり、5月ごろに5mm位の花が千個近くも集合した直径20cmあまりの巨大な藤色の「ネギ坊主」を開く。
チャイブ A. schoenoprasum も花壇によく植えられる。薄紫色の花が普通だが、白花種もある。
園芸種はすべて地下茎または鱗茎を持っており、秋植え球根として扱われる。長く切花として流通していたが、近年では園芸愛好家の間で栽培が増えており、ネット販売などで球根が手に入る。
日当たりと水はけのよい土壌を好む。途中の植え替えはできないので、花壇やプランターに直接植える。植え付けの間隔は、小さなモーリーなどでは15cmくらい、大きなギガンテウムなどは40cmくらい必要である。球根の高さの2倍くらい土がかぶるように植える。
小型の種は花壇やプランター植えにできるが、多くは切り花用に用いられている。とくに、茎をたやすく曲げることができるローゼンバッキアヌムなどは、生け花やフラワー・アレンジメントによく使われている。

## ギャラリー

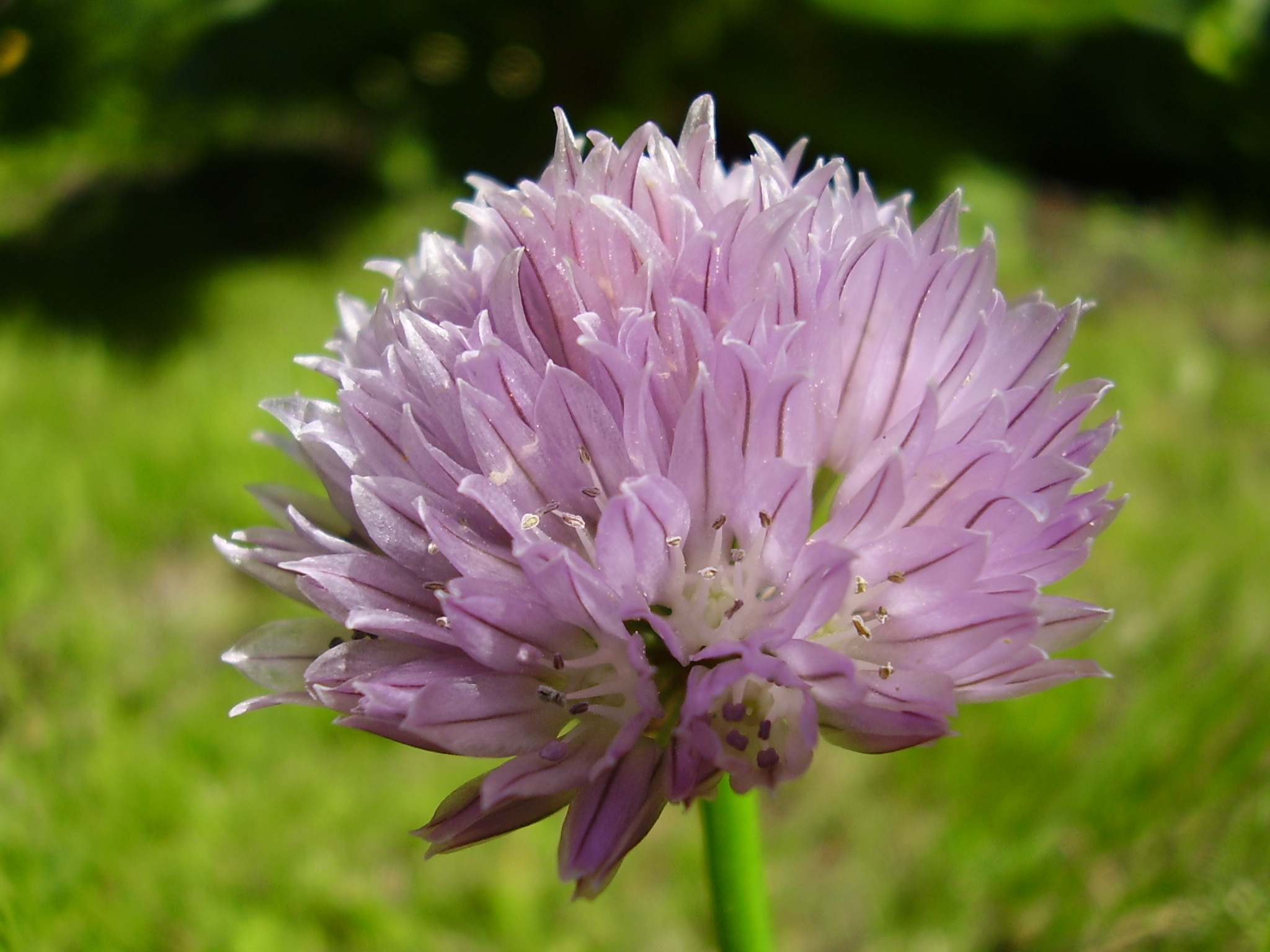
チャイブ (A. schoenoprasum)
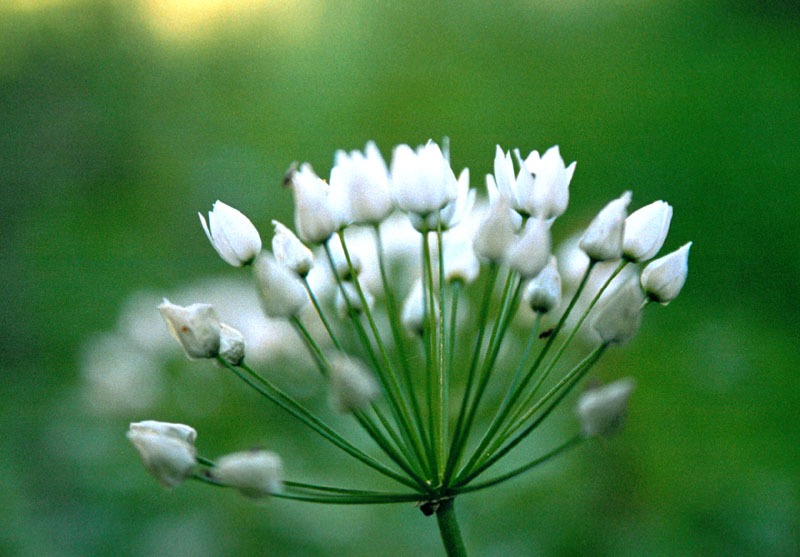
A. neapolitanum
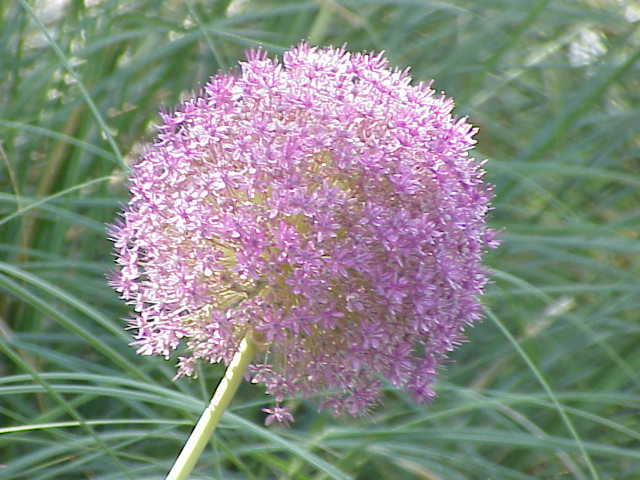
A. giganteum
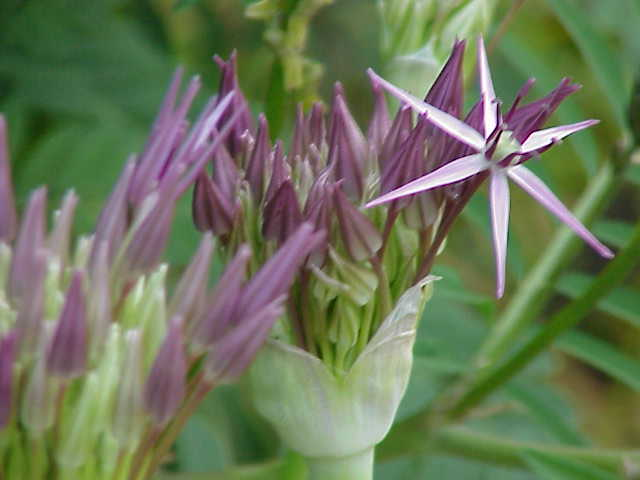
A. christophii